# 王爱忠
王爱忠（1976年—），祖籍中國浙江省金华市，现居广州。中國社運人士，南方街头运动主要推手之一。

## 社会活动
王爱忠因长期致力于推动南方街头运动，受到广东警方高度关注。
2014年5月29日，六四25周年前夕，王爱忠被广州警方于家中采取强制措施，随后以“涉嫌寻衅滋事罪”刑事拘留，关押在广州天河看守所，2014年6月25日取保候审释放。
2018年12月15日，王爱忠的推特帐号遭到政府的攻击，数千条推文被删除，标志着中国政府对境外网络审查的升级。
2021年5月28日因网络言论以寻衅滋事罪名刑事拘留被关押之今。2023年5月18日被判刑3年。
已于2024年5月26日走出小监狱至大监狱。

## 家庭
王爱忠已婚，育有两个女儿。